# Delosperma platysepalum
Delosperma platysepalum är en isörtsväxtart som beskrevs av L. Bol.. Delosperma platysepalum ingår i släktet Delosperma, och familjen isörtsväxter. Inga underarter finns listade i Catalogue of Life.